# Gaoyou
Gaoyou (chinois : 高邮市 ; pinyin : gāoyóu shì) est une ville de la province du Jiangsu en Chine. C'est une ville-district placée sous la juridiction de la ville-préfecture de Yangzhou.

## Historique
Gaoyou a souffert de la Grande famine suscitée par le Grand Bond en avant. Selon des données officielles rapportées par l'universitaire chinois Yang Jisheng, la population du district est passée entre 1957 et 1959 de 664 000 à 594 000 personnes ; le nombre de morts non naturelles a été de 37 000 pour les années 1959-1961.

## Démographie
La population du district était de 832 372 habitants en 1999.